# Омобамиделе, Эндрю
Эндрю Абиола Омобамиделе (англ. Andrew Abiola Omobamidele; родился 23 июня 2002) — ирландский футболист, защитник клуба «Страсбур» и национальной сборной Ирландии.

## Клубная карьера
Футбольную карьеру начал в академии ирландского клуба «Лейкслип Юнайтед». В 2019 году перешёл в английский клуб «Норвич Сити». В декабре 2020 года подписал с клубом новый профессиональный контракт. 16 января 2021 года дебютировал в основном составе «канареек», выйдя на замену в матче Чемпионшипа против «Кардифф Сити». По итогам сезона 2020/21 «Норвич Сити» выиграл Чемпионшип и вышел в Премьер-лигу. 11 сентября 2021 года Омобамиделе дебютировал в Премьер-лиге, сыграв полный матч против «Арсенала». 31 октября 2021 года забил свой первый гол в Премьер-лиге в матче против «Лидс Юнайтед» на «Карроу Роуд».

## Карьера в сборной
Выступал за сборные Ирландии до 17, до 18, до 19 лет и до 21 года.
1 сентября 2021 года дебютировал в составе главной сборной Ирландии, выйдя на замену на 36-й минуте матча отборочного турнира к чемпионату мира против сборной Португалии .
На момент 2023 года сыграл всего 6 матчей, но тренерский штаб уже делает на него большую ставку, считаю его самым перспективным игроков нового ирландского поколения.

## Достижения
Норвич Сити
- Победитель Чемпионшипа: 2020/21

## Личная жизнь
Родился в Ирландии в семье нигерийца и ирландки.